# Michael L. Stone
Michael L. Stone, auch bekannt als Mike Stone (* 4. April 1949 in Brooklyn, New York City; † 29. Juli 2005 in Ventura County, Kalifornien) war ein US-amerikanischer Kameramann, Kameraassistent und Kameraoperateur.

## Leben und Werk
Stone arbeitete überwiegend als Kameraassistent, war jedoch auch an mehreren Filmen als Kameramann beteiligt.
Er starb bei einem Frontalzusammenstoß mit einem anderen Auto, als er sich auf dem Heimweg von den Dreharbeiten an dem Film Unbekannter Anrufer befand. Vermutlich schlief er am Steuer seines Wagens ein. Der Film Transporter – The Mission, an dem er vor seinem Tod mitgewirkt hatte, wurde ihm gewidmet.

## Filmografie (Auswahl)
- 1999: Immer Ärger mit Schweinchen George (My Brother the Pig)
- 1999: Tyrone
- 2004: Liebe auf Umwegen (Raising Helen)
- 2005: Transporter – The Mission (Le Transporteur II)